# ヴィカス・スワラップ

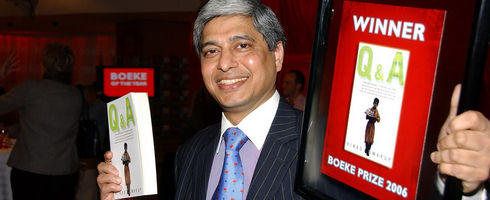
ヴィカス・スワラップ

ヴィカス・スワラップ（Vikas Swarup、 विकास स्वरूप、1963年 - ）は、インドの外交官・小説家。イラーハーバード出身。

## 略歴
1986年からインドの外務省に勤務し、トルコ、アメリカ合衆国、エチオピア、イギリス、南アフリカ共和国に赴任。2009年8月から2013年7月にかけて、在大阪インド総領事として日本に赴任していた。
2005年、『ぼくと1ルピーの神様』で小説家としてデビュー。本書は『スラムドッグ$ミリオネア』のタイトルで映画化され、アカデミー作品賞を受賞するなど、世界中で高い評価を得た。
2015年4月18日付でインド外務省の報道官に就任する。

## 作品リスト
- ぼくと1ルピーの神様 Q & A （2005年）
- 6人の容疑者 Six Suspects （2008年）